# Redsocks
Redsocks (parfois écrit Red Socks) est un groupe portugais de punk rock et ska formé en 2004 à Ovar,,.
Le groupe a bénéficié d'une certaine couverture médiatique à la fin des années 2000. Ils se sont séparés en 2010 après avoir sorti une unique compilation de morceaux originaux de manière indépendante,,, marquant une pause d'une dizaine d'années.
En 2025, le groupe reprend son activité avec un concert caritatif à Ovar.

## Historique
L'idée de créer le groupe est née de Hugo Pereira et Ricardo Matos alors qu'ils étudiaient au lycée Júlio Dinis à Ovar. Sous le nom de "Redsocks", plusieurs formations ont vu le jour sans jamais se stabiliser.
En 2004, avec l'arrivée de João Leal, Miguel Sampaio et Luís Pinto, commencent les répétitions et les premiers concerts dans la région d'Ovar, notamment lors de la première édition du festival Punk Fest.

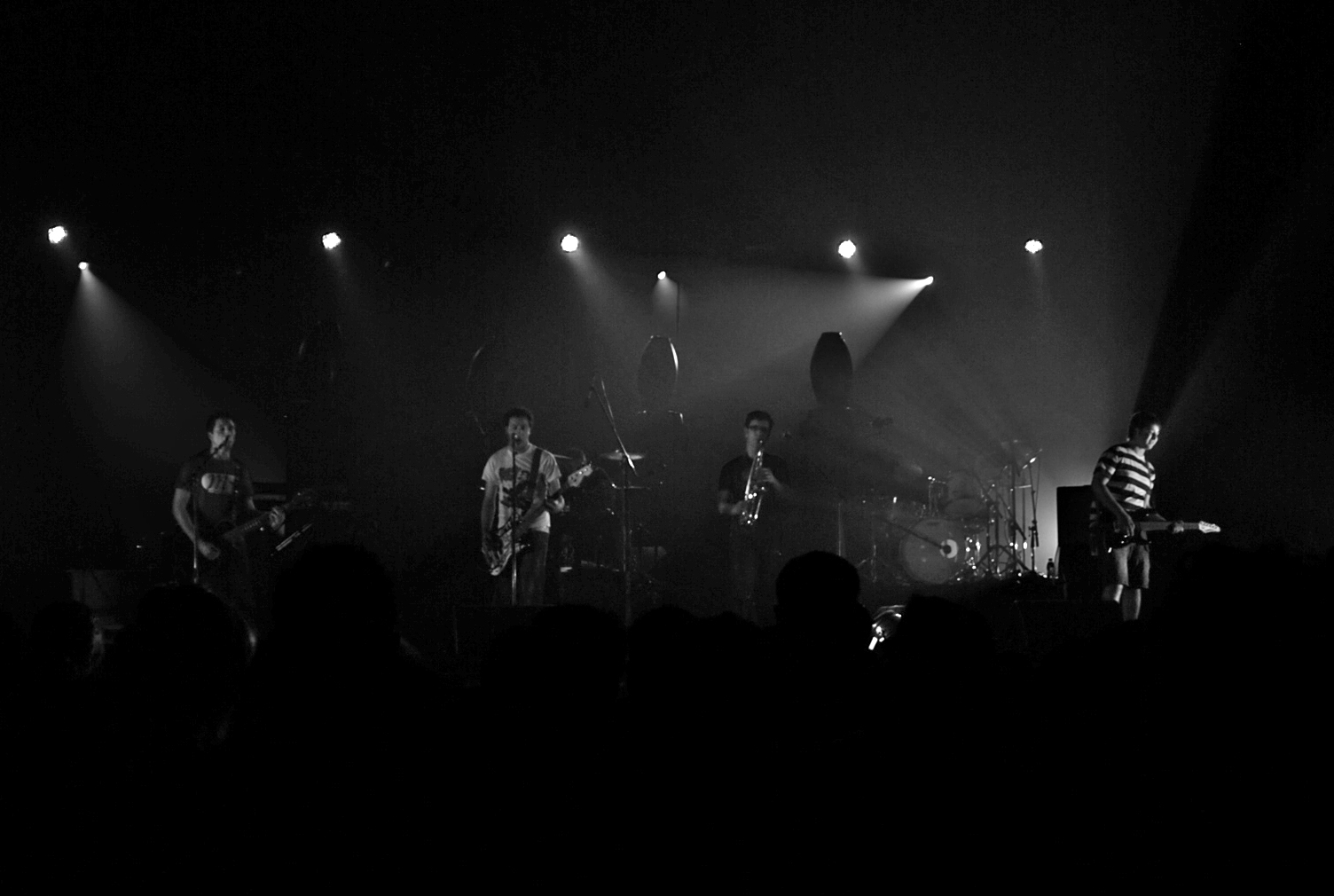
Redsocks à la Semana do Enterro (Aveiro, 2009).

En 2005, Miguel Sampaio est remplacé à la batterie par Rafael Silva, Sampaio se consacrant ensuite au jazz. La formation classique se compose dès lors d'un saxophoniste/chanteur (Luís Pinto), de deux guitaristes (Hugo Pereira et João Leal), d'un bassiste (Ricardo Matos) et d'un batteur (Rafael Silva).
En 2008, ils sortent la compilation Rock 'n Roll is Bitchin', comprenant trois titres originaux (Passivity, Kitty et Kid Gasoline). Le titre fait référence à la chanson homonyme de Reel Big Fish, l'une de leurs influences,. Cette même année, ils participent au Concours de Musique d'Aveiro (COMA) et remportent la deuxième place.
En 2009, le groupe joue dans plusieurs festivals dont le VieiraRock (Vieira do Minho), Super Bock Super Rock, Latada de Coimbra et OVAR ao VIVO. Ils remportent le concours COMA,, ce qui leur permet de se produire lors de la Semana do Enterro de l'Université d'Aveiro aux côtés de David Fonseca et Rita Redshoes,,.
En 2010, malgré le succès, le groupe décide de faire une pause et ne se réunit que ponctuellement.
En 2025, les Redsocks se reforment et participent à la réédition du festival Viva Hell Mexico, aux côtés de groupes locaux comme Trinco no Mamilo, Pevides de Cabaça, No Violation et Twenty Toon.

## Membres

### Membres actuels
- Luís Pinto (saxophone/chant)
- João Leal (guitare solo)
- Hugo Pereira (guitare rythmique)
- Ricardo Matos (basse)
- Rafael Silva (batterie)[2],[3].

### Anciens membres
- Miguel Sampaio (batterie)[2],[3].

## Discographie
- Rock 'n Roll is Bitchin' (2008)[2],[3].

## Associations
Tous les membres font partie du Grupo Carnavalesco Os Hippies, qui défile lors du Carnaval d'Ovar. Certains jouent également dans le groupe de reprises Hippies Alive.